# Pia Zadora
Pia Zadora, född Pia Alfreda Schipani 4 maj 1954 i Hoboken i New Jersey, är en amerikansk sångerska och skådespelare.

## Karriär
Pia Zadora började sin karriär som barnskådespelerska på teatern, och medverkade som barn även i filmen Santa Claus Conquers the Martians (1964). 1977 gifte hon sig med affärsmannen Meshulam Riklis som finansierade hennes filmer Butterfly (1981) och Fake-Out (1982). För sin insats i Butterfly belönades hon både med en Golden Globe i kategorin "årets nya stjärna" och även en Razzie Award som "sämsta skådespelerska". Det senare priset fick hon även året därpå för filmen The Lonely Lady (senare även "årtiondets sämsta nya stjärna"). Senare hade hon en cameoroll i John Waters film Hairspray (1988) och spelade sig själv i bl.a. Nakna Pistolen 33 1/3.
Mot mitten av 1980-talet började hon fokusera mer på sin karriär som sångerska, vilket av kritiker uppskattades mer än hennes skådespelarkarriär. Duetten "When the Rain Begins to Fall" med Jermaine Jackson från filmen Voyage of the Rock Aliens, i vilken hon även framför en rad andra sånger, var en hit i vissa länder.
Zadora och Riklis köpte Pickfair, Douglas Fairbanks och Mary Pickfords berömda villa i Beverly Hills, av Jerry Buss 1988 och rev stora delar av huset. Zadora bodde kvar där även efter parets skilsmässa 1993 men sålde huset kring 2005 till en koreansk affärsman. Efter sitt äktenskap med Riklis var Zadora gift med Jonathan Kaufer. Sedan 2005 är hon gift med polisen Michael Jeffries. Hon har tre barn; äldsta dottern Kady är döpt efter Zadoras rollfigur i Butterfly.

## Filmografi
- 1964 – Santa Claus Conquers the Martians
- 1981 – Butterfly
- 1983 – Hårda tag i Las Vegas
- 1983 – The Lonely Lady
- 1984 – Pajama Tops
- 1988 – Hairspray
- 1988 – Voyage of the Rock Aliens
- 1990 – Mother Goose Rock 'n' Rhyme
- 1994 – Nakna pistolen 33⅓: Den slutgiltiga förolämpningen

## Diskografi (urval)
Studioalbum
- 1982 – Pia
- 1983 – Adorable
- 1984 – Let's Dance Tonight
- 1984 – Rock It Out
- 1985 – Pia & Phil (med The London Philharmonic Orchestra)
- 1986 – I Am What I Am
- 1988 – When the Lights Go Out
- 1989 – Pia Z

Singlar (på Billboard Hot 100)
- 1982 – "I'm in Love Again" (#45)
- 1983 – "The Clapping Song" (#36)
- 1984 – "When the Rain Begins to Fall" (med Jermaine Jackson) (#54)